# Daviesina
Daviesina es un género de foraminífero bentónico de la subfamilia Lepidorbitoidinae, de la familia Lepidorbitoididae, de la superfamilia Orbitoidoidea, del suborden Rotaliina y del orden Rotaliida. Su especie tipo es Daviesina khatiyahi. Su rango cronoestratigráfico abarca desde el Thanetiense (Paleoceno superior) hasta el Luteciense (Eoceno medio).

## Clasificación
Daviesina incluye a las siguientes especies:
- Daviesina boninensis †
- Daviesina chattoni †
- Daviesina danieli †
- Daviesina fleuriausi †
- Daviesina garumnensis †
- Daviesina intermedia †
- Daviesina iranica †
- Daviesina khatiyahi †
- Daviesina langhami †
- Daviesina persica †
- Daviesina primitiva †
- Daviesina ruida †
- Daviesina shirazensis †
- Daviesina voigti †